# Mühlhäuser Hardt

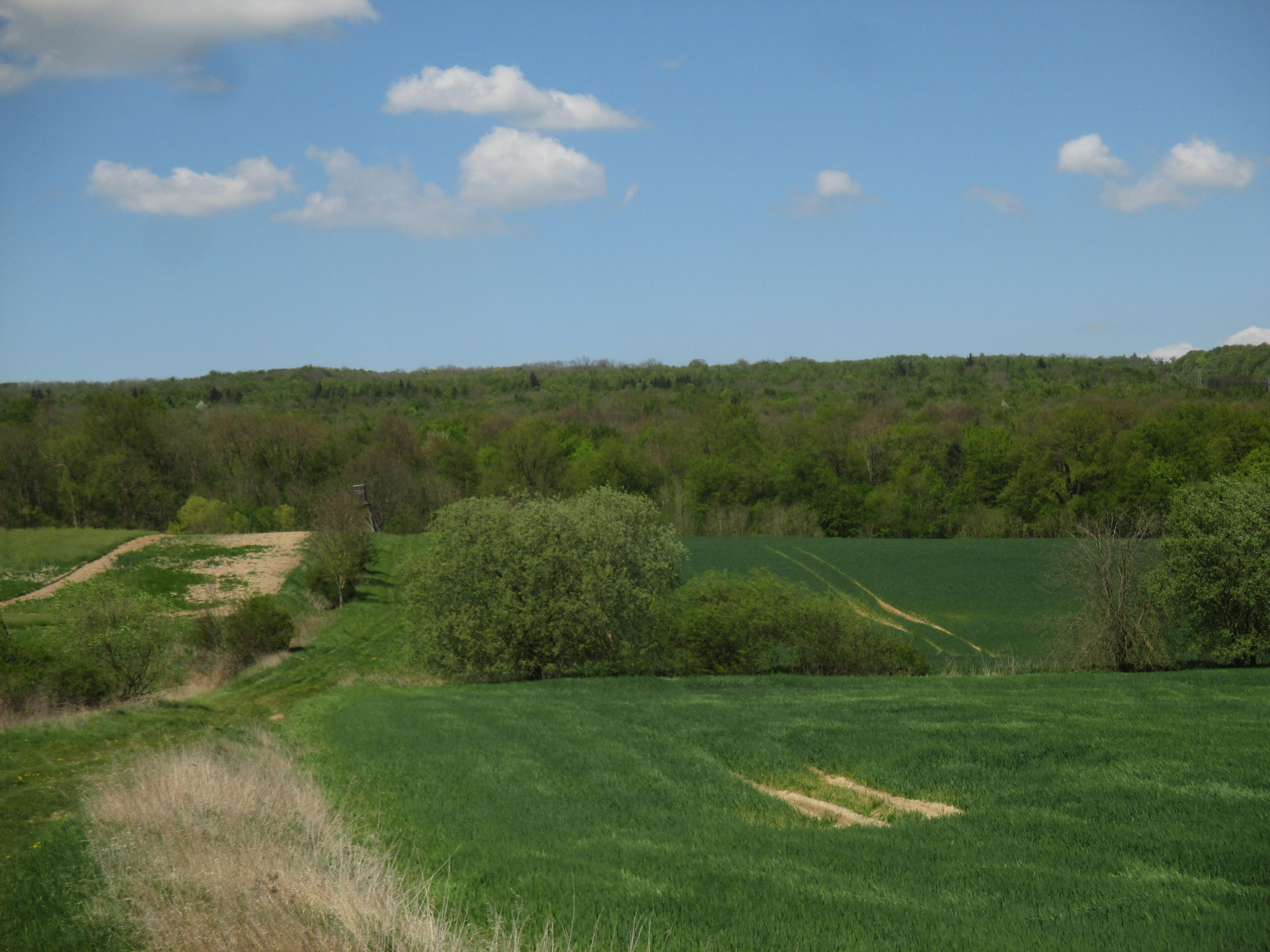
Südrand der Mühlhäuser Hardt im Mai

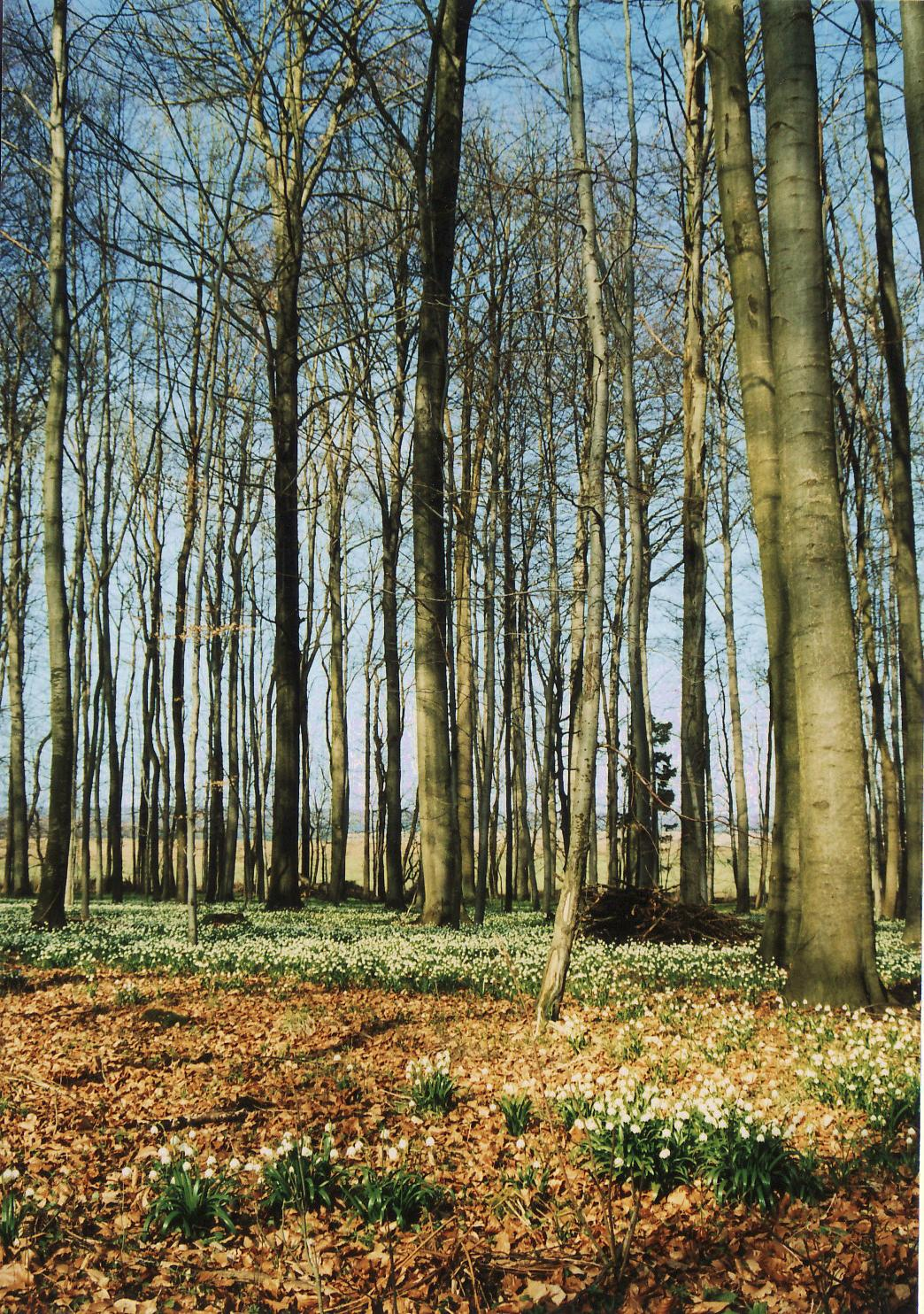
Buchenwald im Märzenbecher-Aspekt am Nordrand der Mühlhäuser Hardt

Die Mühlhäuser Hardt ist ein etwa 15 km² großes, geschlossenes Waldgebiet zwischen dem Mühlhäuser Ortsteil Windeberg und dem Unstruttaler Ortsteil Menteroda im Norden des Unstrut-Hainich-Kreises in Thüringen.

## Lage und Ausdehnung
Sie liegt auf der Südabdachung des Dün, einem Muschelkalkplateau am Nordwestrand des Thüringer Keuperbeckens. Im Bereich des Waldgebietes erfolgt ein allmählicher Abfall von 485 m ü. NN am höchsten Punkt im Nordwesten, der Sollstedter Warte, auf 320 m ü. NN im Südosten. Die Mühlhäuser Hardt erstreckt sich 6 km in West-Ost-Richtung. Die größte Breite von Süden nach Norden beträgt 3 km. Der größte Flächenanteil im Süden der Mühlhäuser Hardt ist Teil des Mühlhäuser Stadtwaldes, des flächengrößten Kommunalwaldes Thüringens. Der Ostteil wird vom Obermehlerschen Holz, einem großen Plenterwald, gebildet. Im Nordwesten der Mühlhäuser Hardt endet der Mühlhäuser Landgraben, eine mittelalterliche Landwehr, die zum Schutz der Außenbereiche der damals Freien Reichsstadt Mühlhausen errichtet wurde.

## Geologie
Der oberflächennahe geologische Untergrund wird überwiegend von den Ceratitenschichten des Oberen Muschelkalks (neu: Unteres Ladinium) gebildet. Nur im äußersten Norden sind die dickbankigen Trochitenkalke des Oberen Muschelkalkes angeschnitten. Die Kalkschichten werden vielerorts von Löß überdeckt. Karstformenschatz findet sich in Form von Erdfällen, die durch den Einsturz von Hohlräumen im Untergrund entstanden. Ein Beispiel dafür ist die fast 100 m im Durchmesser messende, nahezu runde Rittergrube am Forstort Urbacher Birke südwestlich von Menteroda.

## Gewässer
Die Nordwestthüringischen Muschelkalk-Randplatten inklusive der Mühlhäuser Hardt sind ein Karstgebiet. Das heißt, der Abfluss erfolgt auf Grund der Klüftung des Kalksteins überwiegend unterirdisch. Die Bäche liegen die meiste Zeit des Jahres trocken. Im Faßkopf, einer feuchten Niederung im Südosten der Mühlhäuser Hardt befindet sich eines der Ursprungsgebiete der Notter, eines linksseitigen Nebenbaches der Unstrut. Am Südrand der Mühlhäuser Hardt nimmt das Schaftal seinen Anfang, eines der längsten Trockentäler Deutschlands.

## Vegetation
Vorherrschend sind z. T. strukturreiche Waldmeister- und Waldgersten-Buchenwälder. Gemeine Esche und Eiche sind in den Wäldern zahlreich vertreten. Auf wechselfeuchten Standorten über tonigen Muschelkalk-Böden dominiert die Eiche stellenweise. Beeindruckende Altexemplare kommen im Südwesten des Waldgebietes vor. Eine Charakterart der Mühlhäuser Hardt ist die ansonsten in Thüringen seltene Große Sterndolde (Astrantia major), die entlang der Wege in blütenreichen Hochstaudensäumen wächst sowie in den Niederungen der Tälchen. Erwähnenswert ist auch das starke Vorkommen von Märzenbechern (Leucojum vernum), die im zeitigen Frühjahr zu Tausenden die Talgründe mit weißen Blütenteppichen überziehen.

## Wirtschaft
Die Mühlhäuser Hardt ist von Forstwirtschaft und Jagd geprägt. Vorherrschend ist der Buchen-Altersklassenwald im Schirmschlagverfahren. Stellenweise, aber auf nennenswerter Fläche wurde in der Vergangenheit der Altholz-Schirm zu früh herausgenommen. Die dort entstandenen Waldbestände bestehen daher fast nur aus der Vorwaldart Esche.
Das Obermehlersche Holz im Osten wird von der Laubgenossenschaft Obermehler als Buchen-Plenterwald genutzt. Die Mühlhäuser Hardt ist von einem regelmäßigen Netz von Forststraßen durchzogen.

## Tourismus
Das Waldgebiet ist touristisch kaum erschlossen. Waldwanderungen und Radfahren sind grundsätzlich auf den Forststraßen möglich. Die Mühlhäuser Hardt ist Anfangs- und Endpunkt für Wanderungen über den Mühlhäuser Landgraben. Vom südwestlichen Waldrand ergeben sich Fernblickbeziehungen bis zum Thüringer Wald mit dem Inselsberg und der Schmücke. Mit dem Kloster Volkenroda befindet sich nicht weit südöstlich ein touristischer Schwerpunkt des Unstrut-Hainich-Kreises. Ein Bergbaumuseum in Menteroda informiert über den Kali-Bergbau, der in der Region lange Jahre betrieben wurde. Die Stollen verlaufen in großer Tiefe auch unter der Mühlhäuser Hardt.